# Kurt Wiechert
Kurt Wiechert (* 12. Juli 1880 in Preußisch Stargard; † 8. Juli 1934 in Potsdam) war ein deutscher Verwaltungsjurist.

## Leben
Wiechert, Sohn des Rittergutsbesitzers und späteren Rentners Franz Wiechert in Preußisch Stargard, studierte an der Albert-Ludwigs-Universität Freiburg Rechtswissenschaft. 1899 wurde er – wie Carl Simons, Hans Kühl, Eugen Simon und Otto Hermann Steche – im Corps Hasso-Borussia recipiert. In zwei Semestern zeichnete er sich als Senior aus. 1903 wurde er an der Universität Leipzig zum Dr. phil. promoviert. 1910 war er Regierungsassessor in Gelnhausen. Am 1. Juli 1915 wurde er kommissarisch, am 24. Januar 1916 endgültig zum Landrat im Kreis Angerburg ernannt. Am 13. August 1918 heiratete er in Rheydt Hildegard Mathilde Luise Schmölder, Tochter des verstorbenen Fabrikbesitzers Karl Julius Schmölder. Er überstand die Novemberrevolution und schied erst 1920 aus dem Amt. Im März 1920 wurde er nach dem Kapp-Putsch zur Regierung nach Potsdam versetzt, wo er als Regierungsrat tätig war. Er starb mit 53 Jahren.